# Rio Uaimberê
Rio Uaimberê är ett vattendrag i Brasilien.   Det ligger i delstaten Rondônia, i den centrala delen av landet, 1 500 km väster om huvudstaden Brasília.
Omgivningarna runt Rio Uaimberê är huvudsakligen savann. Runt Rio Uaimberê är det glesbefolkat, med 13 invånare per kvadratkilometer.